# Stade municipal Zinho de Oliveira
Le stade municipal Zinho de Oliveira (en portugais : Estádio Municipal Zinho de Oliveira), également connu sous le nom de Zinho Oliveira, est un stade de football brésilien situé dans la ville de Marabá, dans l'État du Pará.
Le stade, doté de 5 000 places et inauguré dans les années 1970, sert d'enceinte à domicile aux équipes de football de l'Águia de Marabá Futebol Clube et du Gavião Kyikatejê Futebol Clube.

## Histoire
Construit dans les années 1970 dans le quartier ouest de Francisco Coelho, la capacité d'accueil du Velho Zinho est agrandie en 2009 avant que tout le stade ne soit rénové quatre ans plus tard.
Ses dimensions (100 mètres de long pour 62 mètres de large) en font l'un des plus petits stades officiels de football homologués par la CBF.
En 2014, les stades de Curuzú et du Mangueirão sont en rénovation, et c'est donc le Zinho Oliveira qui accueille le match de Coupe du Brésil entre le Paysandu et Coritiba.
Situé dans un quartier régulièrement inondé par les rivières du Tocantins et de l'Itacaiunas, il est prévu de remplacer le stade par le projet du Stade olympique de Marabá (en portugais : Estádio Olímpico de Marabá) situé à 8 km dans le quartier de São José,.